# Тулучі
Тулучі́ (рос. Тулучи) — селище у складі Ванінського району Хабаровського краю, Росія. Адміністративний центр Тулучинського сільського поселення.

## Географія
Розташоване за 137 кілометрів від районного центру Ваніно. У селищі є однойменна залізнична станція.

## Історія
На початку XX століття Тулучі був селищем нанайців і орочів, що займалися полюванням і рибальством. Згідно з однією з версій, назва «Тулучі» походить від нанайського слова «Тулечі» — промисел дрібного звіра за допомогою пастки. В даний час представники корінних нечисленних народів в селищі не проживають.
У 1947 році була заснована станція Тулучі — цей рік вважається датою заснування селища. У будівництві багатьох об'єктів в Тулучі взяли участь японські військовополонені, які були звільнені і отримали право повернутися в Японію в 1948 році. У тому ж році в селищі відкрилася чотирирічна школа — її учні продовжували навчання в Високогірному. У 1968 році в селищі відкрилися середня школа і лісоділянка, з'явилася колонія-поселення, в якій жили і працювали ув'язнені, декотрі зі своїми сім'ями. У різні роки кількість ув'язнених коливалася від 300 до 500 осіб. У 1980 році лісоділянка була перетворена на ліспромгосп.
Адміністрація селища Тулучі утворена в січні 1992 року і є наступницею Тулучинської сільської ради народних депутатів, яку було утворено в 1974 році в результаті розукрупнення Високогорненської селищної ради рішенням Ванінської районної Ради народних депутатів трудящих.

## Населення
Населення — 698 осіб (2010; 868 у 2002).
Національний склад (станом на 2002 рік):
- росіяни — 93 %

## Господарство
Основу економіки становить лісопромисловий комплекс. На території Тулучівського муніципального утворення знаходиться Тумнінський лісгосп.

### Транспорт
Село Тулучі розташоване безпосередньо біля залізничного полотна. Перон ст. Тулучі не розрахований на довжину поїзда № 352/351 (єдиний потяг, що проходить через станцію, слід за маршрутом Совєтська Гавань — Владивосток), у крайні вагони посадка проводиться «з грунту». Станція Акура, також розташована на території Тулучівського сільського поселення, має клас 5.

### Освіта і культура
У Тулучівському сільському поселенні знаходяться два освітніх заклади: загальноосвітня школа і дитячий сад. Середню загальноосвітню школу відвідують 93 школярі. У дитячому садку функціонує 1 різновікова група, яку відвідують 20 дітей.
У селищі є Будинок Культури — філія МУ «РДК», побудований у 1976 році, а також бібліотека.
Директор Будинку Культури: Секерина Султана Шкредінівна
Художній керівник: Єпіфанова Людмила Вікторівна

### Охорона здоров'я
Є фельдшерсько-акушерський пункт МУЗ «ЦРЛ», розташований у пристосованому приміщенні. Аптеки немає, лікарське забезпечення населення покладено на медичних працівників фельдшерсько-акушерського пункту.

### Зв'язок
Жителі селища можуть приймати цифрове телебачення. В даний час діють 2 мобільних оператори Білайн і МТС.